# Thomas Midgley
Thomas Midgley, Jr. (18 de mayo de 1889 - 2 de noviembre de 1944) fue un ingeniero mecánico y químico estadounidense. Desarrolló el tetraetilo de plomo que durante décadas fue un aditivo para la gasolina, el cual por el uso continuado en todo tipo de vehículo a motor estuvo lanzando plomo gaseoso a la atmósfera del planeta por medio siglo. Años más tarde inventó los clorofluorocarburos (CFC), usados en el mismo periodo de tiempo. Obtuvo más de 100 patentes en su carrera.
En su época fue laureado por sus descubrimientos, aunque hoy en día no lo es tanto. De hecho, el historiador John McNeill afirmó sobre Midgley que: «Tuvo más impacto en la atmósfera que cualquier otro organismo en la historia de la Tierra» refiriéndose a las adversas consecuencias medioambientales de sus invenciones.

## Vida y logros
Midgley nació en Beaver Falls, Pensilvania, de un padre que también fue inventor. Creció en Columbus, Ohio, y se graduó de la Universidad Cornell en 1911 con un título en ingeniería mecánica.
Midgley comenzó a trabajar en General Motors en 1916. En diciembre de 1921, mientras trabajaba bajo la dirección de Charles Kettering en los Dayton Research Laboratories, una subsidiaria de General Motors, Midgley descubrió que la adición de tetraetilo de plomo a la gasolina evitaba los "golpes" (ignición espontánea de combustible) en los motores de combustión interna. La compañía nombró a la sustancia "Ethyl", evitando toda mención de plomo en informes y publicidad. Compañías petroleras y los fabricantes de automóviles, especialmente General Motors, que poseía la patente presentada conjuntamente por Kettering y Midgley, promovieron el aditivo TEL como una alternativa económica superior al etanol o los combustibles mezclados con etanol. En diciembre de 1922, la American Chemical Society le otorgó a Midgley la Medalla Nichols de 1923 por el "Uso de compuestos antibloqueo en combustibles para motores".   
Este fue el primero de varios premios importantes que obtuvo durante su carrera.  
En 1924, Midgley se tomó unas prolongadas vacaciones para curarse del envenenamiento por plomo que sufría, un hecho que mantuvo en secreto deliberadamente, convocando una rueda de prensa en la cual "demostraba" la seguridad del contacto con la sustancia. En esta demostración, vertió tetraetilo de plomo en sus manos, después se ponía una botella del químico bajo su nariz y lo aguantaba durante sesenta segundos mientras declaraba que podía hacer lo mismo todos los días sin sucumbir a ningún mal.
Al final repudió seguir trabajando con plomo (privadamente) y trabajó en el desarrollo de los CFCs para mejorar el rendimiento térmico de los frigoríficos. Los CFC no eran dañinos para los humanos, y entonces se desconocía su efecto dañino en la atmósfera.

### Freón
A fines de la década de 1920, los sistemas de aire acondicionado y refrigeración empleaban compuestos como el amoníaco (NH 3), el clorometano (CH 3 Cl), el propano y el dióxido de azufre (SO 2) como refrigerantes. Aunque efectivos, estos eran tóxicos, inflamables o explosivos. Charles Kettering, vicepresidente de General Motors Research Corporation (a su vez líder en fabricación de tales sistemas), reunió a un equipo que incluía a Midgley y Albert Leon Henne para desarrollar dicho compuesto.
El equipo pronto puso su atención en los haluros de alquilo (combinación de cadenas de carbono y halógenos), que se sabía que eran altamente volátiles, requisito para un refrigerante, y también químicamente inertes. Finalmente se decidieron por el concepto de incorporar flúor en hidrocarburos bajo la suposición de que la estabilidad del enlace carbono-flúor sería suficiente para prevenir la liberación de fluoruro de hidrógeno u otros posibles productos tóxicos de descomposición. El equipo finalmente sintetizó diclorodifluorometano, el primer clorofluorocarburo (CFC), al que llamaron "Freón". El término se utiliza como sinónimo de cualquier CFC, y por lo tanto el diclorodifluorometano se conoce actualmente "Freón 12" o "R12". El freón y otros CFC pronto reemplazaron a los otros refrigerantes, y luego aparecieron en otras aplicaciones, como propelentes en aerosoles e inhaladores para asma. La Society of Chemical Industry otorgó a Midgley la Medalla Perkin en 1937 por este trabajo.
Midgley obtuvo más de 170 patentes. A los 51 años quedó paralítico por contraer polio. Esto le llevó a diseñar un complicado sistema de cuerdas y poleas para levantarse de la cama. En lo que debe ser la muerte más irónica en la historia de la ciencia, Midgley accidentalmente se enrolló en las cuerdas de su aparato y murió por estrangulación a los 55 años. Midgley murió pensando que los CFCs como refrigerantes para alimentos y la climatización de edificios eran una invención para beneficio del mundo.
Fue galardonado en 1941 con la medalla Priestley, concedida por la American Chemical Society.

## Consecuencias
Aunque la toxicidad del plomo se conocía ya desde la antigüedad, la prohibición de la gasolina con plomo comenzó lentamente en la década 1970 y en el año 2000 todavía se establecían plazos para eliminar el plomo, debido a los motores diseñados para usar gasolina con este aditivo o el rendimiento superior que proporciona.
Los CFC reemplazaron posterior de la II Guerra Mundial a varios fluidos tóxicos o explosivos utilizados en bombas de calor y refrigeradores. También fueron usados desde los años 1950 para impulsar los spray, inhaladores para el asma y más. El Protocolo de Montreal prohibió a la mayoría de los países la fabricación de CFC, y su producción fue erradicada del planeta en 2010.
Los servicios de salud y farmacológicos reemplazaron estos inhaladores por otros productos que no necesitan de CFC para su funcionamiento. Las bombas de calor que utilizan este gas son mucho más eficientes que las que utilizan las alternativas ecológicas. Este hecho incita a los fabricantes que no creen o no les importa la degeneración que los CFC provocan en la atmósfera a utilizarlo indiscriminadamente.
Existe un agujero legal, ya que aunque muchos países tienen vetada la fabricación de CFC, no tienen prohibida la importación desde países donde dicha fabricación es legal.